# Eunidia conradti
Eunidia conradti är en skalbaggsart som beskrevs av Stefan von Breuning 1960. Eunidia conradti ingår i släktet Eunidia och familjen långhorningar. Inga underarter finns listade i Catalogue of Life.